# Hankenhagen
Hankenhagen ist ein Ortsteil der Gemeinde Sundhagen im Landkreis Vorpommern-Rügen.

Hankenhagen zwischen 1880 und 1920

## Geografie und Verkehr
Hankenhagen liegt 15,5 Kilometer nordöstlich der Stadt Grimmen, 14,5 Kilometer südöstlich von Stralsund und 16 Kilometer nordwestlich von Greifswald. Westlich des Ortes verläuft die vierstreifig ausgebaute Autostraße B 96. Der Anschluss Stralsund der A 20 ist 15 Kilometer entfernt. Auch westlich des Ortes verläuft seit 1863 die Bahnstrecke Greifswald–Stralsund und östlich die ehemalige Bundesstraße 96, die jetzige Bundesstraße 105.

## Geschichte
Hankenhagen taucht in den Urkundenbüchern bis zum Ende des 14. Jahrhunderts nicht auf. Auch in den schwedischen Matrikelkarten ist der Ort nicht zu finden.
1835 wurde in dem preußischen Urmesstischblatt (PUM) als langgestrecktes bogenförmiges Bauerndorf dargestellt. Der Ort war ca. einen Kilometer lang. Die Höfe waren längs der Dorfstraße gleichmäßig verteilt. Dazwischen waren ebenfalls die Landarbeiterkaten verstreut. Sonst zeigten sich keine Besonderheiten.
1871 hatte Hankenhagen folgende amtliche Statistik: 8 Wohngebäude, in denen 9 Haushaltungen vorhanden waren. Der Ort hatte 68 Einwohner, 1867 waren es gleich viele. Alle hatten die evangelische Konfession.
1880 hatte Hankenhagen laut Messtischblatt (MTB) 3 große Bauernhöfe und einen kleinen Hof sowie eine Bockwindmühle. Die Landarbeiterkaten sind in den Höfen integriert. Diese Struktur blieb auch laut MTB 1920 erhalten, nur die Mühle war verschwunden.
Auch zu DDR-Zeiten blieb das so erhalten, lediglich einige Wirtschaftsgebäude sind abgeräumt worden. Der Ort wurde reiner Wohnplatz.
Hankenhagen gehörte zur Gemeinde Miltzow. Diese schloss sich am 7. Juni 2009 mit den Gemeinden Behnkendorf, Brandshagen, Horst, Kirchdorf, Reinberg und Wilmshagen zur neuen Gemeinde Sundhagen zusammen.